# Christian Dries
Christian Dries (* 1976) ist ein deutscher Philosoph und Soziologe. Seit dem 1. August 2023 ist er Leiter der an der Universität Freiburg angesiedelten Günther-Anders-Forschungsstelle. Von 2020 bis 2023 leitete er die berufsbegleitende Weiterbildung „Digitalethik“ an der Thales-Akademie für angewandte Philosophie (Freiburg i. Br.). Seit 2020 ist er wiederholt als  Lehrbeauftragter für Soziologie an der Philosophisch-Historischen Fakultät der Universität Basel tätig. Als Nachfolger von Konrad Paul Liessmann ist Dries seit Oktober 2023 Obmann der Internationalen Günther Anders-Gesellschaft (Wien).

## Studium und berufliche Tätigkeit
Dries studierte Philosophie, Soziologie, Geschichte und Psychologie in Freiburg i. Br. und Wien. Die Promotion in Philosophie erfolgte 2010. Von 2011 bis 2020 war Dries wissenschaftlicher Mitarbeiter am Institut für Soziologie der Albert-Ludwigs-Universität Freiburg. Zu seinen Forschungsschwerpunkten gehören Technikphilosophie, Sozialphilosophie/Sozial- und Gesellschaftstheorie, Philosophische Anthropologie, Kultursoziologie und (Digital-)Ethik. In seiner Dissertationsschrift entwickelte er eine Gesellschaftstheorie der Moderne in Anlehnung an Günther Anders, Hannah Arendt und Hans Jonas. Für die Reihe UTB-Profile verfasste er eine Einführung in Denken und Werk von Günther Anders. Zum August 2023 wurde er der Leiter der Freiburger Günther-Anders-Forschungsstelle. Seit Oktober 2023 ist Dries Obmann der von ihm mitbegründeten Internationalen Günther Anders-Gesellschaft. Im Juli 2025 hat er seine Habilitationsschrift mit dem Titel „Urteilskraft. Genealogie eines Schlüsselbegriffs der Moderne“ an der Philosophischen Fakultät der Universität Freiburg eingereicht.
Dries ist Preisträger des Deutschen Studienpreises 2003 und 2007 sowie Träger des HEUREKA-Journalistenpreises 2005. Den letztgenannten Preis erhielt er gemeinsam mit Sina Bartfeld, Axel Gutschenreiter und Christoph Scherber für das Themenspecial „Molekulare Therapien“ auf dem (heute nicht mehr existenten) Online-Magazin Sciencegarden, einem von Studienpreis-Alumni betriebenen Blog für junge Forschung, dessen Chefredakteur Dries einige Jahre war.

## Auszeichnungen
- 2007: Deutscher Studienpreis (1. Platz) für den Wettbewerbsbeitrag „Arbeit revisited. Das 2x2-Komponenten-Modell für die Tätigkeitsgesellschaft des 21. Jahrhunderts“.
- 2005: HEUREKA-Journalistenpreises 2005 für das Themenspecial „Molekulare Therapien“ auf dem Online-Magazin www.sciencegarden.de.
- 2003: Deutscher Studienpreis (3. Platz) für den Wettbewerbsbeitrag „Die beschleunigte Angst. Skizze eines Forschungsprogramms“.

## Publikationen
Neben zahlreichen Aufsätzen in diversen Fachzeitschriften ist Dries auch als Buchautor sowie als Herausgeber in Erscheinung getreten.

### Monographien
- ad Günther Anders. Exerzitien für die Endzeit, Europäische Verlagsanstalt, Hamburg 2023, ISBN 978-3-86393-155-1.
- Die Welt als Vernichtungslager. Eine kritische Theorie der Moderne im Anschluss an Günther Anders, Hannah Arendt und Hans Jonas. transcript, Bielefeld 2012 (Open Access als PDF).
- Günther Anders. Fink (UTB Profile), München 2009.
- Modernisierungstheorie. Eine Einführung (mit Nina Degele). Fink (UTB), München 2005 (online).

### Herausgaben
- Wolfgang Beck/Christian Dries (Hg.) 2021: Réparer le monde, c’est préparer l’avenir. Der Günther Anders-Preis für kritisches Denken 2020 an Corine Pelluchon, München: Beck.
- Anders, Günther (2018): Die Weltfremdheit des Menschen. Schriften zur philosophischen Anthropologie. Herausgegeben von Christian Dries unter Mitarbeit von Henrike Gätjens. München: Beck.
- Günther Anders aktuell. Themenausgabe des Behemoth. A Journal on Civilization, Vol. 11, No. 1, 2018.
- Bröckling, Ulrich/Christian Dries/Matthias Leanza/Tobias Schlechtriemen (Hg.) 2015: Das Andere der Ordnung. Theorien des Exzeptionellen. Weilerswist: Velbrück Wissenschaft.
- Das Andere der Ordnung. Themenausgabe des Behemoth. A Journal on Civilization, Vol. 7, No. 1, 2014 (zusammen mit Ulrich Bröckling, Matthias Leanza und Tobias Schlechtriemen).
- Einführungsreihe Basiswissen Soziologie. München: Fink (UTB) (zusammen mit Nina Degele und Dominique Schirmer).
  - Bd. 1 (2008): Gender/Queer Studies (Nina Degele);
  - Bd. 2 (2009): Empirische Methoden der Sozialforschung. Grundlagen und Techniken (Dominique Schirmer);
  - Bd. 3 (2009): Soziologische Theorien (Lars Gertenbach, Heike Kahlert, Stefan Kaufmann, Hartmut Rosa).

### Aufsätze und Artikel (Auswahl)
- Dries, Christian (2024): „...in Hoffnung, dass wir hoffen dürfen“? Günther Anders und die Heuristik der Hoffnungslosigkeit, in: Konrad Paul Liessmann (Hg.): Alles wird gut. Zur Dialektik der Hoffnung, Wien: Zsolnay, S. 83–116.
- Dries, Christian (2023, mit Sara Walker): Endzeitstimmungsbild. Günther Anders’ Thesen (nicht nur) zur nuklearen Apokalypse. In: Zeithistorische Forschungen 20 (2023), S. 488–496.
- Dries, Christian (2022): Die Erfindung der Urteilskraft. Eine genealogische Skizze, in: Österreichische Zeitschrift für Soziologie, Heft 46, S. 255–280.
- Dries, Christian (2021): Von Menschen, Flundern und letzten Dingen. Günther Anders’ negative Menschenkunde der Moderne. In: Hannes Bajohr/Sebastian Edinger (Hg.): Negative Anthropologie. Ideengeschichte und Systematik einer unausgeschöpften Denkfigur, Berlin: de Gruyter, S. 147–172.
- Dries, Christian (2021): Im Zweifel für den Angeklagten. Rezension zu „Verteidigung des Menschen. Grundfragen einer verkörperten Anthropologie“ von Thomas Fuchs. In: Soziopolis, 1. Juni.
- Dries, Christian (2020): ,I have much better judgment than she does‘ oder Warum es die Urteilskraft nicht gibt. Zur Genealogie eines Schlüsselbegriffs der Moderne. In: Aufklärung und Kritik, Jg. 27, Heft 4, S. 59–72.
- Dries, Christian (2018): Urteilskraftmaschinen. Über Tätersubjektivierung im ,Dritten Reich‘. In: Norbert Otto Eke/Patrick Hohlweck (Hg.): Zersetzung. Automatismen und Strukturauflösung. München: Fink, S. 101–121.
- Dries, Christian (2016): ‚Was nationalsozialistisch ist oder nicht, wird im Einzelfall entschieden.‘ Hans Frank und die nationalsozialistische Urteilskraft. In: Werner Konitzer/David Palme (Hg.): ‚Arbeit‘, ‚Volk‘, ‚Gemeinschaft‘. Ethik und Ethiken im Nationalsozialismus. (Jahrbuch zur Geschichte und Wirkung des Holocaust). Frankfurt/M.: Campus, S. 171–190.
- Dries, Christian (2011): Günther Anders und Hannah Arendt – eine Beziehungsskizze. In: Günther Anders: Die Kirschenschlacht. Dialoge mit Hannah Arendt. Hg. von Gerhard Oberschlick, München: Beck 2011, S. 71–115, 125–140. ISBN 978-3-406-63278-5.